# St. Antonius Einsiedler (Langscheid)

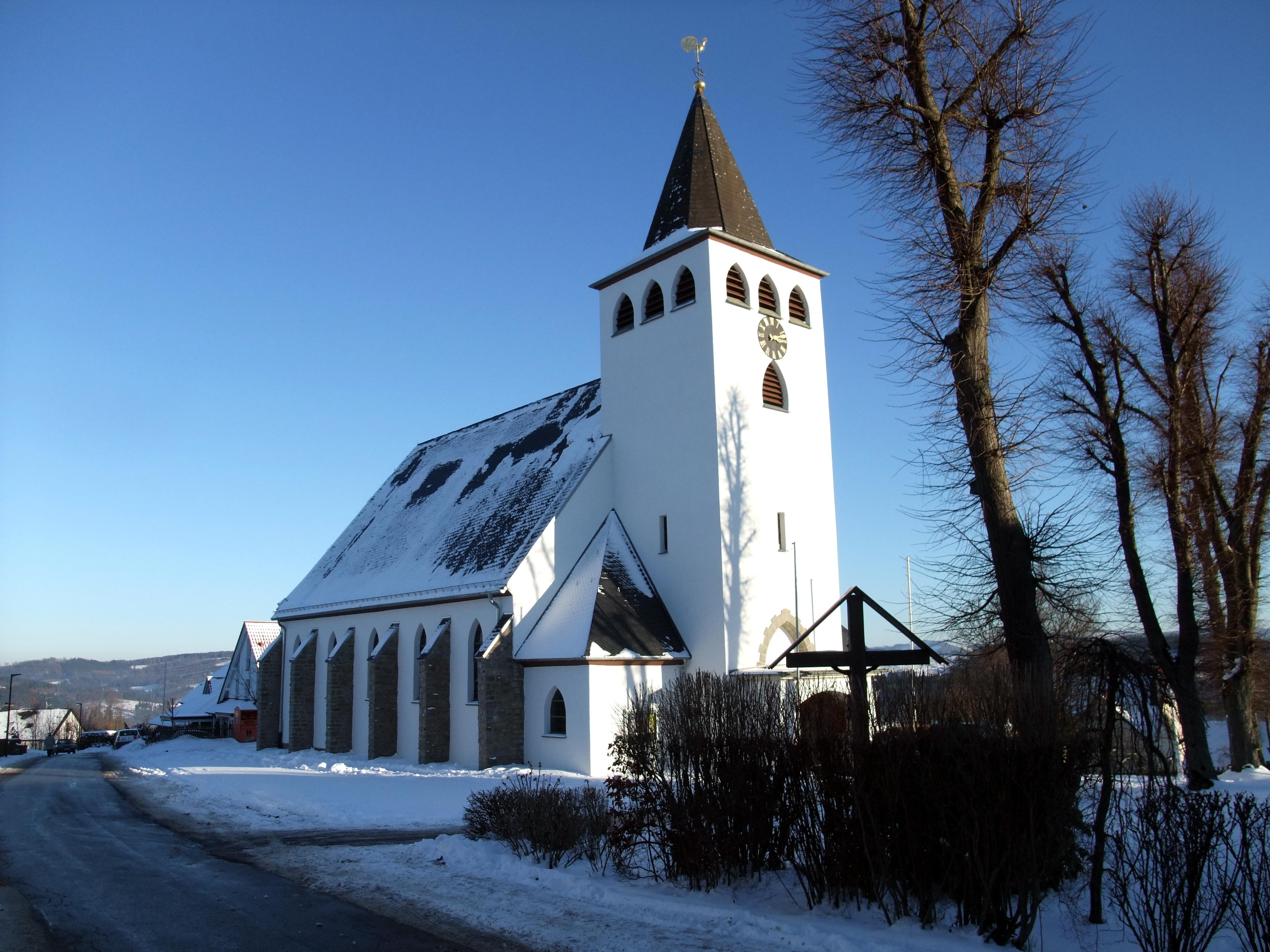
Pfarrkirche St. Antonius Einsiedler

Die katholische Pfarrkirche St. Antonius Einsiedler ist ein denkmalgeschütztes Kirchengebäude in Langscheid, einem Ortsteil von Sundern im Hochsauerlandkreis (Nordrhein-Westfalen).

## Geschichte und Architektur
Die verputzte Saalbaukirche wurde 1931/1932 nach einem Entwurf des Hammer Architekten Karl Wibbe errichtet. Der Chor schließt polygonal, der Turm steht im Westen. In den expressionistischen Innenraum wurde eine der Parabelform angenäherte Spitztonne aus Rabitz eingezogen. Die geschwungene Orgelempore mit Brüstung ist in gleicher Form gehalten. 
Bemerkenswert ist das spätbarocke Säulenretabel mit Heiligenfiguren. Der Altarauszug mit einer Darstellung der Trinität ist von einer Kreuzigungsdarstellung bekrönt.